# Talahpithecus
 Talahpithecus  ist eine ausgestorbene Gattung der Primaten, die vor nahezu 40 Millionen Jahren im Gebiet der heutigen Sahara in Zentral-Libyen vorkam. Die Gattung und ihre Typusart, Talahpithecus parvus, wurden im Jahr 2010 anhand von drei getrennt voneinander entdeckten Zähnen gegen andere Arten abgegrenzt und wissenschaftlich beschrieben.

## Namensgebung
Die Bezeichnung der Gattung Talahpithecus ist laut Erstbeschreibung vom Fundort der Tiere, Dur At-Talah, abgeleitet und zusammengesetzt aus dem arabischen Wort talah („Baum“) und dem griechischen Wort πίθηκος (gesprochen píthēkos, „Affe“). Das Epitheton der Typusart, parvus, entstammt der lateinischen Sprache und bedeutet „klein“. Talahpithecus parvus bedeutet somit sinngemäß „kleiner Affe aus Talah“ und zugleich „kleiner Baumaffe“.

## Erstbeschreibung
Der Erstbeschreibung von Gattung und Typusart liegt als Holotypus das Fossil mit der Sammlungsnummer DT1-31 zugrunde, ein einzelner linker Molar M1 oder M2. Als Paratypen wurden zusätzlich ein Prämolar (P4) sowie das Fragment eines rechten Molaren (M1 oder M2) benannt. Abgeleitet von der Größe der Zähne wurde das Körpergewicht der Tiere zu Lebzeiten auf 226 bis 376 Gramm geschätzt, was geringer sei als die mutmaßlich eng verwandten Arten der Gattung Catopithecus und Oligopithecus.
Aus dem gleichen Fundhorizont wurden Fossilien von Biretia piveteaui sowie die Typusexemplare der ähnlich kleinwüchsigen Afrotarsius libycus und Karanisia arenula geborgen und gemeinsam mit Talahpithecus wissenschaftlich beschrieben. Die Autoren weisen darauf hin, dass es aus Afrika sehr wenige Belege für die Vorfahren der vier verwandten, aber deutlich unterscheidbaren Arten gebe. Sie spekulieren daher, dass dies erklärbar sei, indem eine Zuwanderung bereits andernorts – in Asien – entstandener Primaten-Arten unterstellt werde.
Die Gestalt der Zähne aller vier Arten lässt darauf schließen, dass es sich um Insektenfresser gehandelt hat.

## Belege
1. 1 2   Jean-Jacques Jaeger, K. Christopher Beard, Yaowalak Chaimanee, Mustafa Salem, Mouloud Benammi, Osama Hlal, Pauline Coster, Awad A. Bilal, Philippe Duringer, Mathieu Schuster, Xavier Valentin, Bernard Marandat, Laurent Marivaux, Eddy Métais, Omar Hammuda, Michel Brunet: Late middle Eocene epoch of Libya yields earliest known radiation of African anthropoids. In: Nature. Band 467, 2010, S. 1095–1098, doi:10.1038/nature09425.
2. ↑  Laurent Marivaux, Francisco R. Negri, Pierre-Olivier Antoine, Narla S. Stutz, Fabien L. Condamine, Leonardo Kerber, François Pujos, Roberto Ventura Santos, André M. V. Alvim, Annie S. Hsiou, Marcos C. Bissaro Jr., Karen Adami-Rodrigues und Ana Maria Ribeiro: An eosimiid primate of South Asian affinities in the Paleogene of Western Amazonia and the origin of New World monkeys. In: PNAS. Band 120, Nr. 28, 2023, Artikel-Nr.: e2301338120, doi:10.1073/pnas.2301338120.
3. ↑  Asien statt Afrika als Wiege unserer Vorfahren? Auf: scinexx.de vom 28. Oktober 2010.